# 4005 Dyagilev
4005 Dyagilev este un asteroid din centura principală, descoperit pe 8 octombrie 1972 de Liudmila Juravliova.